# Waka
Waka (和歌? letteralmente "poesia giapponese") è una forma poetica giapponese in 31 sillabe divise in 5 versi di 5-7-5-7-7 sillabe rispettivamente. Comparve in Giappone nel tardo VII secolo dalla regolarizzazione di forme esistenti e si sviluppò tra l'aristocrazia di corte nei secoli successivi. Fu la forma dominante nel Periodo Heian (平安), spodestando definitivamente il chōka (長歌 "poesia lunga"). Nato sotto l'influsso della cultura e della lingua cinese, lo waka ha tra i temi principali la natura e l'amore, due tematiche sempre care alla letteratura insulare. A tale proposito è sufficiente pensare a due delle più importanti antologie poetiche della tradizione classica, quali il Man'yōshū (万葉集), raccolta di 4.500 poesie scritte tra il 630 e il 960, e il Kokin waka shū, compilata nel 905 su ordine dell'imperatore, anche noto come Kokinshū (古今集).

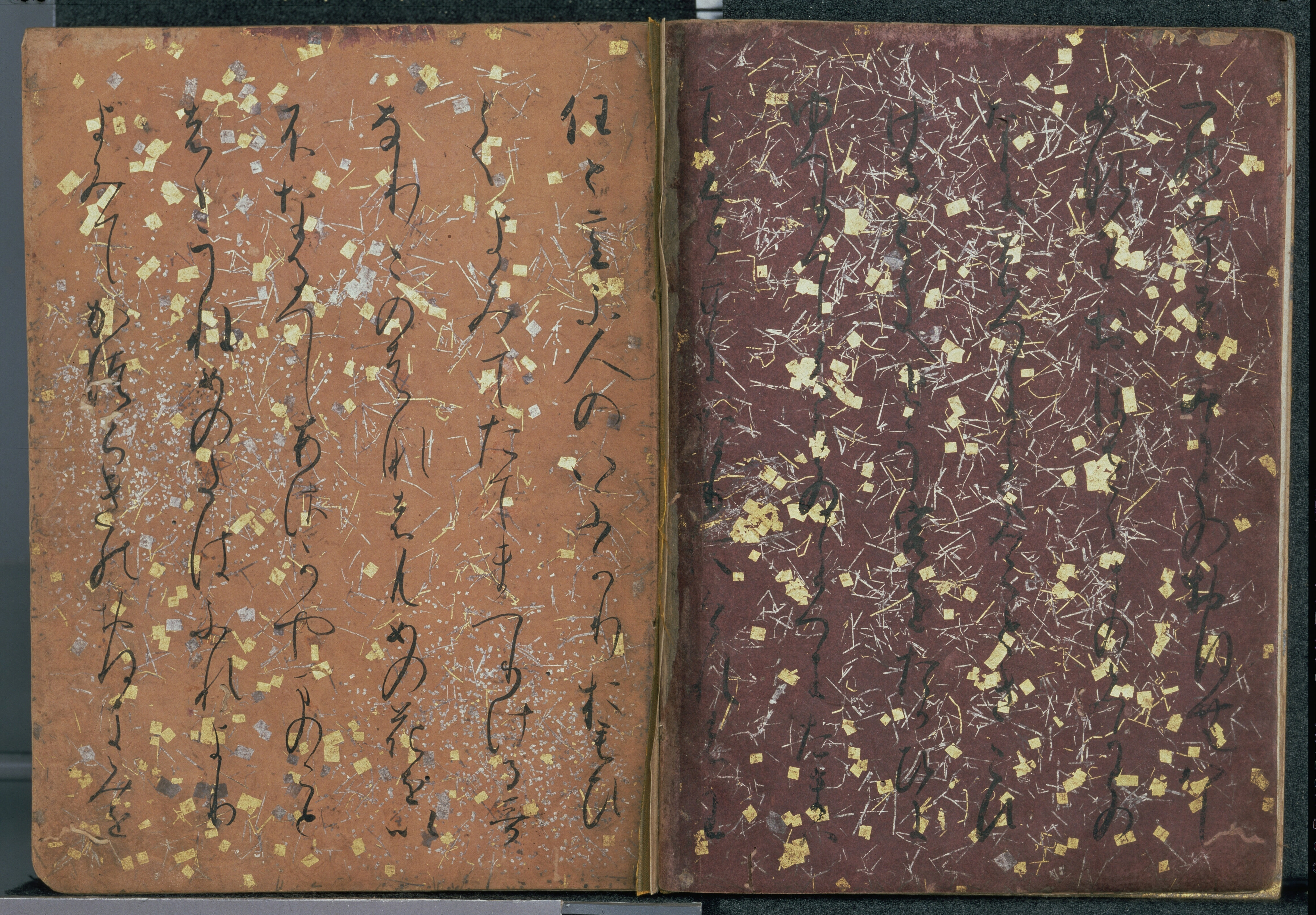
Il Kokin Wakashū, raccolta di poesie Waka

Le opere contenute al loro interno permettono di tracciare il percorso evolutivo del concetto della natura nella poetica giapponese. Infatti, in esse si nota come il poeta si allontani dalla concezione antica, secondo la quale il fenomeno naturale era visto come manifestazione divina, per abbracciare l'idea che la natura non era un qualche cosa di astratto, ma un fenomeno verso cui essere sensibili.

In un secondo tempo la natura diventa contemplazione estetica; osservare la natura suscita emozioni nell'animo umano e la poesia diventa il veicolo per esprimere il sentimento.

L'utilizzo del waka si realizzava essenzialmente attraverso due canali: la poesia sul byōbu (byobuuta) e la gara di poesia (utaawase 歌合).